# 김성민 (1979년)
김성민(1979년 7월 23일 ~ )은 대한민국의 가수이다.

## 학력
- 경기상업고등학교
- 동아방송대학교 영상음악학과
- 한성대학교 일어통역학과

## 경력
| 연도 | 사항               |
| ---- | ------------------ |
| 2016 | 그룹 '두스타' 멤버 |

## 음반
| 발매             | 제목                       | 비고 |
| ---------------- | -------------------------- | ---- |
| 1998년 10월 1일  | 변명 / 사이다 같은 여자    | 정규 |
| 2003년 1월 1일   | 그 사람 / 사이다 같은 여자 | 정규 |
| 2004년 11월 1일  | 김성민 2집 (Happiness)     | 정규 |
| 2007년 12월 18일 | 김성민 2008 Singie         | 싱글 |
| 2009년 7월 1일   | 연하의 남자 / 친구야 놀자  | 정규 |
| 2013년 3월 22일  | 내마음 꾹꾹                | 정규 |
| 2013년 10월 25일 | 사랑꽃                     | 정규 |
| 2016년 3월 23일  | 젠틀맨                     | 정규 |
| 2016년 7월 26일  | 사랑의 금수저              | 정규 |